# HTC Desire 510
HTC 八核 64位新機是台湾手机公司宏达电2014年所开发的新一代智能手机，属于中階旗舰机型，在2014年8月28日正式发布，預計搭载Android 4.4操作系统、HTC Sense 6使用者介面。該手机將是全球首款8核心64位元手機，市場推測手机為HTC Desire 820。

## 设计特点

### 外观
？

### 硬件
HTC 八核 64位新機搭載 Qualcomm Snapdragon 410 64位处理器。

### 软件
？